# Kam Lee
Barney Kam Lee, nato Barney Kamalani Lee (Yonkers, 21 ottobre 1966), è un cantante statunitense di genere death metal, famoso per essere stato membro dei Death nel 1983-84 e dei Massacre nel 1985, con cui pubblicò due album..

## Biografia
È citato tra i primi cantanti della storia ad aver presentato e quindi creato il genere vocale tipico del death metal denominato growl. Si dice che questo timbro fu preso dal cantante dalle influenze derivanti dai Celtic Frost, e più precisamente dal loro vocalist Thomas Gabriel Fischer (a.k.a. Tom G Warrior).
Riguardo ai testi, Lee prese grandi spunti dallo scrittore Howard Phillips Lovecraft e le stesse cover dei suoi album, disegnate da Ed Repka, sono derivate dallo stesso autore.
Nel 2009, Lee ha fondato un nuovo progetto death metal, i Bone Gnawer, con Rogga Johansson, Morgan Lie e Ronnie Bjornstrom.

## Discografia

### Con i Massacre

#### Album studio
- 1991 - From Beyond
- 1996 - Promise

#### Demo
- 1986 - Aggressive Tyrant
- 1986 - Chamber of Ages
- 1990 - Second Coming)

#### Ep
- 1992 - Inhuman Condition

#### Raccolte
- 2006 - Tyrants of Death